# Elecciones presidenciales de Irlanda de 1997
Las undécimas elecciones presidenciales de Irlanda se celebraron el 30 de octubre de 1997, las sextas elecciones presidenciales directas con más de un candidato. Cuatro de los cinco candidatos eran mujeres, y Mary McAleese, del partido Fianna Fáil, se convirtió en la primera jefa de estado electa que sucede a otra jefa de estado, al recibir el 55.6% de los votos en la segunda vuelta instantánea. La presidenta incumbente, Mary Robinson, dimitió unas pocas semanas antes de la elección, por lo que estas debieron ser adelantadas. La participación fue sumamente baja, con solo el 48% del electorado emitiendo su voto.

## Candidaturas
Mary McAleese fue apoyada tanto por su partido, Fianna Fáil, como por Demócratas Progresistas, siendo la primera candidata norirlandesa a la presidencia de la República de Irlanda. Albert Reynolds y Michael O'Kennedy intentaron buscar también la nominación del partido. En la primera ronda de votación para la candidatura, Reynolds recibió 49 votos, McAleese 42, y O'Kennedy 21. En la segunda ronda, ganó McAleese, con 62 votos contra los 48 de Reynolds.
Por su parte, el partido Fine Gael nominó a Mary Banotti, la sobrina nieta del difunto líder nacionalista Michael Collins. Los partidos de izquierda, el Partido Laborista, el Partido de los Trabajadores de Irlanda, Izquierda Democrática, y el Partido Verde, propusieron a Adi Roche como candidata. Tanto Dana Scallon como Derek Nally (único candidato masculino), recibieron las nominación de cinco diputados, lo cual es un medio legítimo para acceder a la candidatura, aunque esta era la primera vez que esta medida tenía éxito. En 1945, Patrick McCartan intentó lo mismo, sin éxito.

## Resultados
| Candidatos | Candidatos    | Partidos                                                                                     | Primer recuento | Primer recuento | Segundo recuento | Segundo recuento |
| Candidatos | Candidatos    | Partidos                                                                                     | Votos           | %               | Votos            | %                |
| ---------- | ------------- | -------------------------------------------------------------------------------------------- | --------------- | --------------- | ---------------- | ---------------- |
|            | Mary McAleese | Fianna Fáil-Demócratas Progresistas                                                          | 574,424         | 45,2%           | 706,259          | 55,6%            |
|            | Mary Banotti  | Fine Gael                                                                                    | 372,002         | 29,3%           | 497,516          | 39,2%            |
|            | Dana Scallon  | Independiente                                                                                | 175,458         | 13,8%           |                  |                  |
|            | Adi Roche     | Partido Laborista-Partido de los Trabajadores de Irlanda-Partido Verde-Izquierda Democrática | 88,423          | 6,9%            |                  |                  |
|            | Derek Nally   | Independiente                                                                                | 59,529          | 4,7%            |                  |                  |
| Fuente:    |               |                                                                                              |                 |                 |                  |                  |